# Advent of Code
De Advent of Code (letterlijk Advent van Code) is een jaarlijkse reeks programmeeruitdagingen in kerstthema. De eerste editie vond plaats in 2015. De bedenker en opsteller van de puzzels is Eric Wastl. Deelname aan de Advent of Code is gratis, maar gebruikers kunnen een vrijwillige bijdrage doen om het project te steunen.
Elke dag van de adventskalender wordt een nieuwe puzzel of uitdaging gepubliceerd, die samen een verhaal vormen rond een kerstthema. Door de puzzel op te lossen kunnen gebruikers sterren verzamelen; elke dag zijn er twee sterren te verzamelen. Als alle uitdagingen op het einde opgelost zijn, krijgen de gebruikers een ASCII-art te zien. Er zijn ook ranglijsten zodat deelnemers om ter snelst de puzzels kunnen oplossen. In tegenstelling tot een normale programmeerwedstrijd is er echter geen tijdslimiet.
Aan de start van de eerste editie op 1 december 2015 waren 80 gebruikers ingeschreven. Na twaalf uur was dat aantal gebruikers gestegen tot 4.000, en op het eind van de eerste editie hadden 52.000 gebruikers meegedaan. In de editie van 2020 namen 180.000 gebruikers deel.